# Northwestern Wildcats
Northwestern Wildcats – nazwa drużyn sportowych Northwestern University w Evanston, biorących udział w akademickich rozgrywkach w Big Ten Conference, organizowanych przez National Collegiate Athletic Association. 

## Sekcje sportowe uczelni
| Mężczyźni - baseball - futbol amerykański - golf - koszykówka - piłka nożna - pływanie - tenis - zapasy | Kobiety - bieg przełajowy - golf - hokej na trawie (1) - koszykówka - lacrosse (7) - piłka nożna - siatkówka - pływanie - softball - szermierka - tenis |

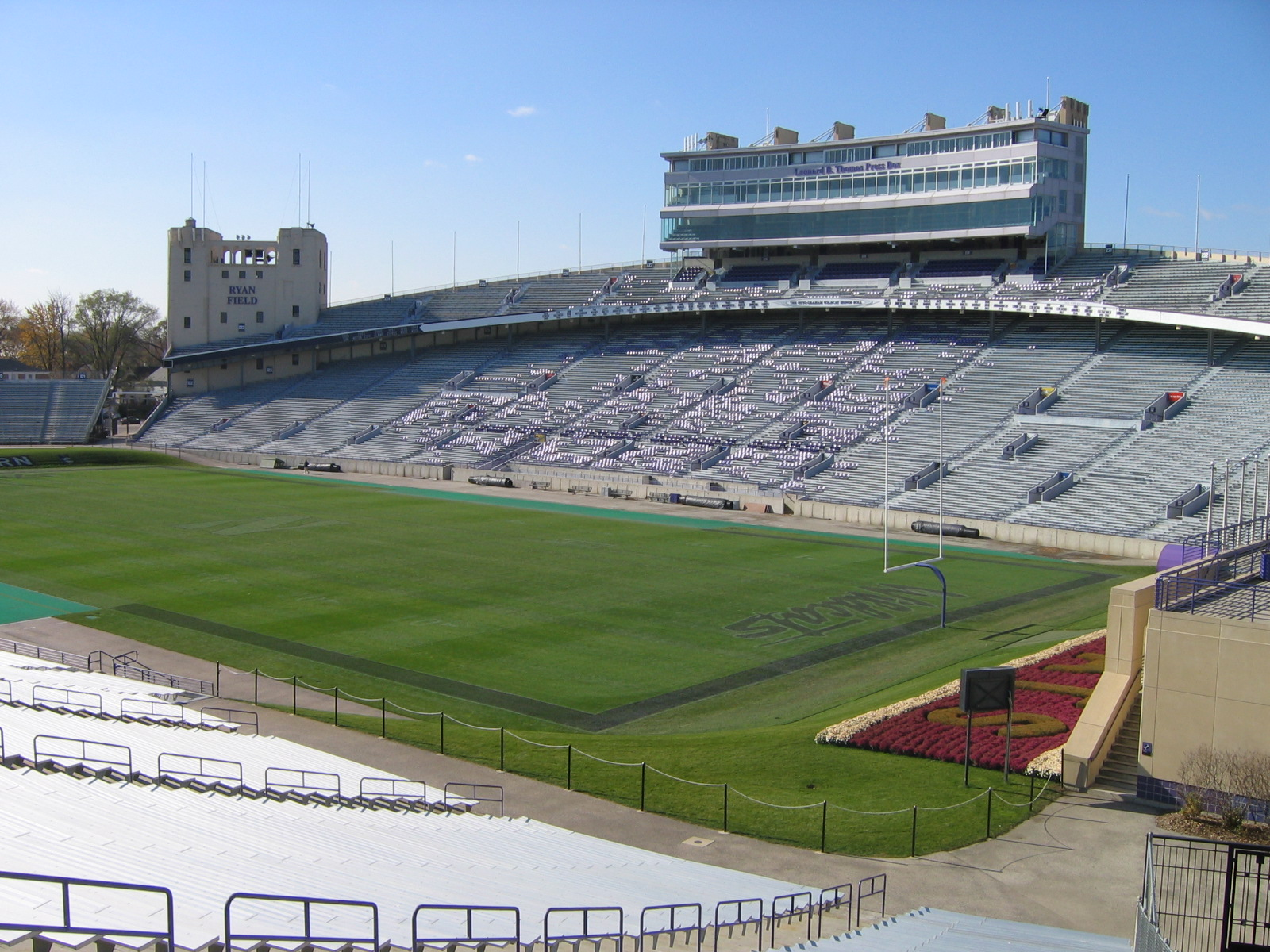
Ryan Field.

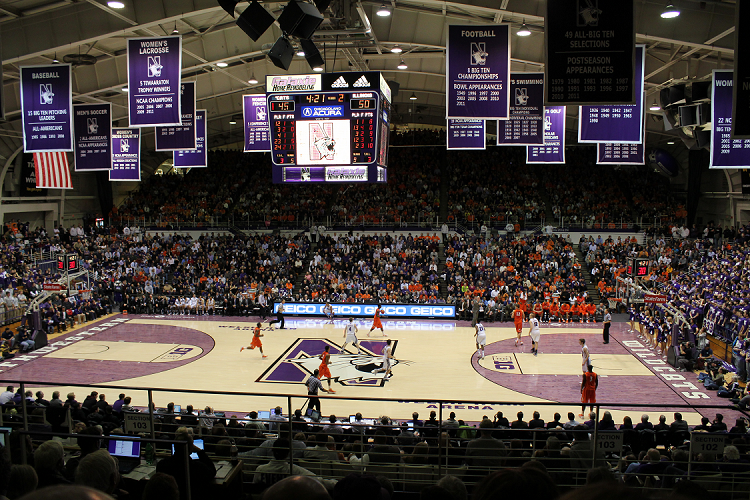
Welsh-Ryan Arena.

W nawiasie podano liczbę tytułów mistrzowskich NCAA (stan na 10 grudnia 2021)

## Obiekty sportowe
- Ryan Field – stadion futbolowy o pojemności 47 130 miejsc[2]
- Welsh-Ryan Arena – hala sportowa o pojemności 8117 miejsc, w której odbywają się mecze koszykówki, siatkówki oraz zawody w zapasach[3]
- Rocky Miller Park – stadion baseballowy[4]
- Lanny and Sharon Martin Stadium – stadion, na którym odbywają się mecze piłkarskie i lacrosse[5]
- Lakeside Field – boisko do hokeja na trawie z trybuną o pojemności 300 miejsc[6]
- Nielsen Tennis Stadium – kryte korty tenisowe z trybuną o pojemności 300 miejsc[7]
- Vandy Christie Tennis Center – odkryte korty tenisowe z trybuną o pojemności 400 miejsc[8]
- Sharon J. Drysdale Field – stadion softballowy[9]
- Norris Aquatics Center – kryty basen z trybuną o pojemności 800 miejsc[10]